# كارناجو
كارناجو هي كومونا في مقاطعة فاريزي في منطقة لومبارديا الإيطالية وتقع حوالي 40 كيلومتر (25 ميل) شمال غرب ميلانو وحوالي 11 كيلومتر (6.8 ميل) جنوب فاريزي و في تاريخ 31 ديسمبر 2004 كان يبلغ عدد سكانها 5،831 نسمة وتبلغ مساحتها 6.2 كيلومتر مربع (2.4 ميل2) . 
فكومونا كارناجو تحتوي على فراتسيوني (التقسيم الفرعي) روفيت وتعتبر كارناجو أيضًا موقع ميلانيللو مرفق التدريب لعملاق دوري الدرجة الأولى الإيطالي إيه سي ميلان .
وتقع كارناجو على حدود البلديات التالية: كايرات و كارونو فارسينو و كاسانو ماجناجو و كاستيلسبريو و جورنات أولونا وأوجيونا كون سانتو ستيفانو و سولبيات أرنو .

## روابط خارجية
- www.comune.carnago.va.it